# Ochodaeus pollicaris
Ochodaeus pollicaris är en skalbaggsart som beskrevs av Bates 1887. Ochodaeus pollicaris ingår i släktet Ochodaeus och familjen Ochodaeidae. Inga underarter finns listade i Catalogue of Life.